# Pape Sow (cestista)
Pape Laye Sow (Dakar, 22 novembre 1981) è un ex cestista senegalese.
Parla fluentemente tre lingue: inglese, francese ed il Wolof, la sua lingua madre.

## Carriera

### College (2000-2004)
Dopo aver frequentato un anno al Chaffey College, si è trasferito alla California State University a Fullerton, dove ha speso i restanti tre anni della sua carriera scolastica. Nell'università californiana con i suoi 1.135 punti è il 13º miglior realizzatore di tutti i tempi ed è quarto per rimbalzi catturati: 654. È stato eletto nel secondo quintetto della All-Big West nell'anno da sophomore e nel primo dopo il suo anno da senior quando è risultato il secondo miglior realizzatore della conference (17,3 punti) e il primo rimbalzista (9,7).

### NBA (2004-2007)
Nel draft NBA del 2004 è stato scelto dai Miami Heat, con la 47ª scelta. È poi stato girato ai Toronto Raptors (insieme ai diritti per una seconda scelta del 2005) in cambio di Albert Miralles, 39ª scelta assoluta.
Nella stagione da rookie ai Raptors, ha messo in mostra enormi potenzialità con il suo atletismo e la sua aggressività nell'area pitturata nonostante abbia prodotto solamente 2,3 punti, 2,1 rimbalzi e 0,1 assist per gara.

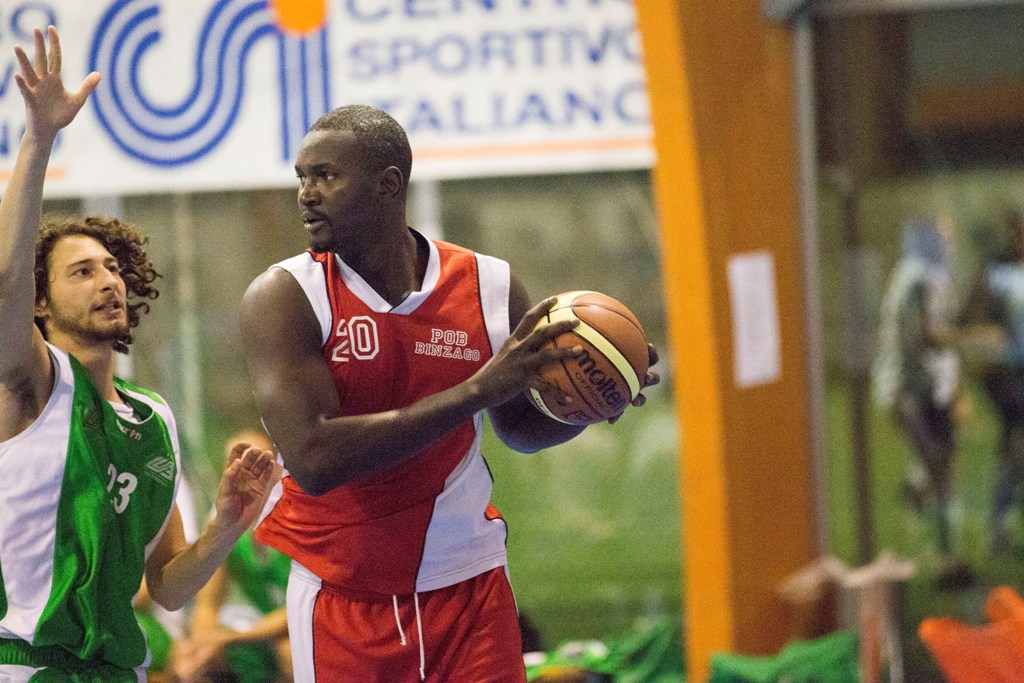
Pape Sow in azione con la maglia della POB Binzago

Dopo aver saltato completamente la pre-season 2005-06 per un problema all'inguine ha disputato un solo incontro di stagione regolare ed è stato assegnato agli Arkansas RimRockers nella D-League, dove ha impressionato con una performance da 40 punti contro i Fort Worth Flyers. Nella partita contro gli Austin Toros, Sow ha messo a referto una doppia doppia da 27 punti e, record stagionale per la lega, 24 rimbalzi.
Il 18 gennaio del 2006, è stato richiamato ai Raptors dall'allora general manager Rob Babcock. Inizialmente, l'head coach Sam Mitchell disse in una intervista alla radio: Non ho minuti da far giocare a Pape Sow. Non abbiamo infortuni. Viene per esercitarsi con noi, per stare con la squadra, ma non ho minuti per lui. Tuttavia, a causa di un problema alla spalla del centro Rafael Araújo (che aveva sofferto anche per la povertà del suo gioco), Sow è riuscito a giocare con regolarità, chiudendo con 3,5 punti e 3,5 rimbalzi di media per 14 minuti di utilizzo a partita.
Nel primo giorno della Summer League 2006, si è rotto una vertebra cadendo a terra dopo uno scontro con un compagno di squadra. È tornato in campo il 22 gennaio del 2007, giocando nei minuti finali e realizzando tre punti contro gli Charlotte Bobcats. Ha chiuso la stagione con sole sette partite giocate.

### Europa (2007-2011)
Nell'estate del 2007 si è trasferito in Italia nella Nuova Sebastiani Basket Rieti con cui ha giocato la prima parte della stagione. A gennaio 2008 è stato ceduto al Prokom Trefl Sopot, con cui ha giocato un paio di partite di Eurolega e vinto il campionato polacco.
Nell'estate del 2008 firma per l'Olimpia Milano sponsorizzata Armani Jeans.
La stagione successiva torna in Polonia al Prokom Gdynia, dove rivince il titolo.
Dal 2010 al 2011 vola in Spagna dove gioca con Alicante, Saski Baskonia e Club Joventut de Badalona.

### Medio Oriente (2011-2014)
Dopo due fugaci esperienze europee dal 2013 gioca in Bahrein all'Al Manama.
Nell'autunno del 2014, per recuperare da un infortunio alla mano, si allena e gioca qualche partita con la casacca della Polisportiva Oratorio Binzago nell'hinterland milanese, nel campionato del Centro Sportivo Italiano.
A novembre riparte alla volta del Bahrein, per ricominciare il campionato.